# Dios emperador de Dune
Dios emperador de Dune es la cuarta novela de ciencia ficción de la saga original Dune escrita por Frank Herbert. Fue publicada en 1981.

## Sinopsis
Al final de Hijos de Dune, Leto II acepta el manto de divinidad de los Fremen y se transforma a sí mismo en un monstruo del desierto, un híbrido hombre-gusano de arena, como aquellos que dominan la ecología del planeta Arrakis (conocido como Dune) durante milenios. Este es un acto que su padre, Muad'Dib, había rehusado llevar a cabo. Leto acepta este terrible precio para salvar a la Humanidad de la trampa que presciente que su padre había desencadenado. Dios emperador de Dune es la crónica de los intentos de Leto de consumar la Senda de Oro.
En Hijos de Dune Paul Atreides y Leto II tienen la visión de que la humanidad podría extinguirse si se mantiene confinada en el Imperio del Universo Conocido. A pesar de que el Imperio tiene una población de muchos billones, la sola existencia de Leto II demuestra que la humanidad aún está confinada dentro de un espacio que puede ser controlado por una sola persona o facción. Aunque rara vez se menciona directamente, a menudo se sugiere que esta falta de exploración y crecimiento podría causar la eventual destrucción de la humanidad. El conflicto entre el deseo de paz de la humanidad y su necesidad real de inestabilidad es el tema central de toda la serie después del primer libro de Dune. El objetivo declarado del Dios Emperador Leto II es "enseñar a la humanidad una lección que recuerden en sus huesos": que el abrigo de la seguridad equivale a pronunciar una sentencia de muerte, aunque pueda llevar mucho tiempo. 
Además de las causas internas, de la caída de la humanidad, hay un "gran enemigo" externo que amenaza a la humanidad en las visiones de Leto. Leto II ha visto a través de su poderosa presciencia algunos de los posibles y, finalmente, mortales peligros para la humanidad en general, que le obligan a conducir a la humanidad por su Sendero de Oro, es decir, congelar la tradición hasta que pierda sentido, una forzada tranquilidad controlada militarmente y estancamiento cultural y tecnológico, que provoquen al final de su reinado un estallido hacia nuevos espacios, nuevas tecnologías, nuevas formas de cultura que serán conocidos como la Dispersión.

## Estilo
Estilísticamente, la novela está repleta de citas y discursos de su personaje principal, Leto, en un grado superior a cualquier otra de las novelas de Dune. En parte, este cambio estilístico es un reflejo del modo en que Herbert escribió el libro: el primer borrador fue escrito casi enteramente en primera persona, y fue modificado en revisiones posteriores para incluir narraciones de eventos en tercera persona.